# یسو ایگلسیاس
یسو ایگلسیاس (انگلیسی: Iosu Iglesias؛ زادهٔ ۱۵ دسامبر ۱۹۷۶) بازیکن فوتبال اهل اسپانیا است.